# 傑志體育會
傑志體育會（英語：Kitchee Sports Club）是香港一間歷史悠久的體育會，成立於1931年，以其足球隊最為知名，是香港足球聯賽的傳統勁旅，為現時香港超級聯賽的班霸。
傑志體育會初期以小型足球為主，期間多次參加夏令足球比賽並成績斐然。自從1938-1939賽季加入丙組聯賽之後，傑志一直都在香港足球聯賽作賽。第二次世界大戰結束後，傑志首次參加甲組聯賽即獲得冠軍。其後於1949–50球季，再次奪得聯賽冠軍，為四十年代至六十年代初港甲聯賽的爭標分子。傑志於1965–66球季降落乙組，之後更曾降落丙組作賽，直至1991–92年度球季贏得乙組聯賽冠軍，相隔二十六年成功回到甲組聯賽。由於實力所限，一直於甲乙組之間浮沉。
傑志於2003年成功重返港甲聯賽，於2010–11球季重奪失落 47 年的聯賽冠軍，開創2010年代的「傑志皇朝」。2013–14球季傑志首次全季不敗成為聯賽冠軍，及後於2017–18球季再次締造全季不敗的成績。傑志自2008年起開始參加亞協盃，期間不斷創造記錄，2013年創下創會82年來首次晉級亞洲賽八強。第二年更繼晨曦和南華後，第三支殺入亞協盃4強的香港球隊。2015年後傑志開始向亞冠盃進發，於2018年首次進軍分組賽；2018年3月14日，球員鄭展龍在對柏雷素爾賽事期間，於補時階段射入奠勝球，令傑志成為2003年改制後首支於亞洲頂級球會賽獲勝的香港球會。 
傑志在頂級聯賽和頂級賽事奪冠次數均為香港第二，僅次於南華，累積香港頂級聯賽冠軍共12次，其他榮譽還包括9次高級組銀牌冠軍、7次香港足總盃冠軍，5次香港聯賽盃冠軍，2次菁英盃冠軍，在各頂級賽事奪冠次數累計35次。

## 球隊歷史

傑志體育會會徽(2018年前)

### 創會年代 （1930年代）
一群熱愛小型足球的人士，於1928年前後組成傑志隊參加小型球公開賽，其後於1931年成立了傑志體育會。最早有傳媒報導的比賽可追溯至1927年7月6日，傑志參加南華夏令足球比賽並以2–1勝大坑乙隊，之後在7月12日以1–0擊敗電車公司隊。惟經營困難，傑志未有會所，更一度停止運作。及後於1934年，傑志重新運作並發起一仙運動，在灣仔設立會所。傑志體育會初期的足球運動，以小型足球為主。1937年，傑志向香港足球總會申請加入丙組聯賽，惟因申請球隊太多未獲接納。1938年，傑志加入丙組聯賽，一個球季結束後即升上乙組聯賽。在聯賽因第二次世界大戰停止前，傑志一直在乙組聯賽比賽。

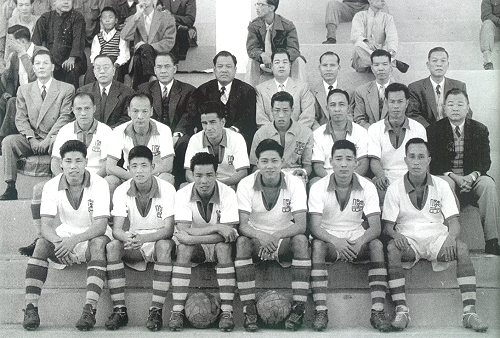
1959年傑志體育會到澳門作籌款義賽時的全體合照

第二次世界大戰結束後，香港足球聯賽回復正常，傑志體育會亦復會，惟不少體育會的資料已因二戰而遺失。1947–48球季，傑志在富商胡好支持下組成巨型班，首次參加甲組聯賽即獲得冠軍。其後於1949–50球季，再次奪得聯賽冠軍。13年後，傑志在1963–64年度球季同時奪得甲組聯賽及高級組銀牌冠軍，首次成為雙料冠軍。1965–66球季，傑志於甲組12支球隊中排11，與另一支老牌球會光華一同降落乙組，之後更曾降落丙組作賽。1991–92年度球季，傑志贏得乙組聯賽冠軍，闊別二十六年後重返甲組作賽，可惜由於實力所限，於1994–95球季在10支球隊中排包尾，重返甲組三屆後再次降班。

### 重返甲組 （2001年–2008年）
2001年，快譯通決定退出甲組聯賽，但大部分快譯通管理人員，包括伍健，組成了新的傑志管理團隊，而快譯通的主公司權智國際亦成為傑志的主要贊助商之一。傑志於2003年重新返回甲組聯賽，直至現在。2005–2006球季，傑志奪得高級組銀牌及聯賽盃冠軍。2006年，商人羅傑承入主香港足球班霸南華後，傑志只曾奪得2006–2007球季的聯賽盃，並無取得其他冠軍，直到球隊與西甲球隊巴塞隆拿合作。
2008年，傑志以盃賽冠軍身份首次參加亞洲足協盃，在小組賽出局。2008年4月30日，主場對新加坡勁旅武裝部隊賽事中，球員盧志軒入替後心臟病發昏迷，送往廣華醫院搶救後蘇醒，須安裝心臟起搏器以維持正常生活。

### 效法西班牙 （2008年–2015年）
2008–2009球季，傑志為加強球隊競爭力，聘請前貝迪斯助教摩蘭奴擔任教練，球隊雖僅得二場敗仗，但不足以威脅南華，且被批評踢法沉悶。2009年3月3日摩蘭奴於以回國照顧病母為由請辭，由助教鄭兆聰接任教練職務，朱志光從旁協助。
2009年5月9日，傑志宣佈聘請巴塞足球學校技術總監甘巴爾，並引入仿效巴塞風格的地面進攻踢法。甘巴爾執教傑志時得到外間肯定，令傑志贏得「香港巴塞」的稱號。2010年夏季，甘巴爾獲邀執教多兩年。
2011年5月6日，傑志7–2大勝港會，在聯賽積分榜18戰得44分，奪得球會47年來首個聯賽錦標，更取得2011年英超亞洲盃及2012年亞洲足協盃的參賽資格。
2011年5月27日，為慶祝球隊80週年會慶，傑志與西甲勁旅維拉利爾拍跳，且為日本311大地震災民籌款，日本國寶中田英壽在當日穿著80號球衣為傑志客串上陣，可惜以0–3落敗。
2011年夏季轉會市場，傑志收購中場黃洋、翼鋒羅志焜及澳洲中堅米高。

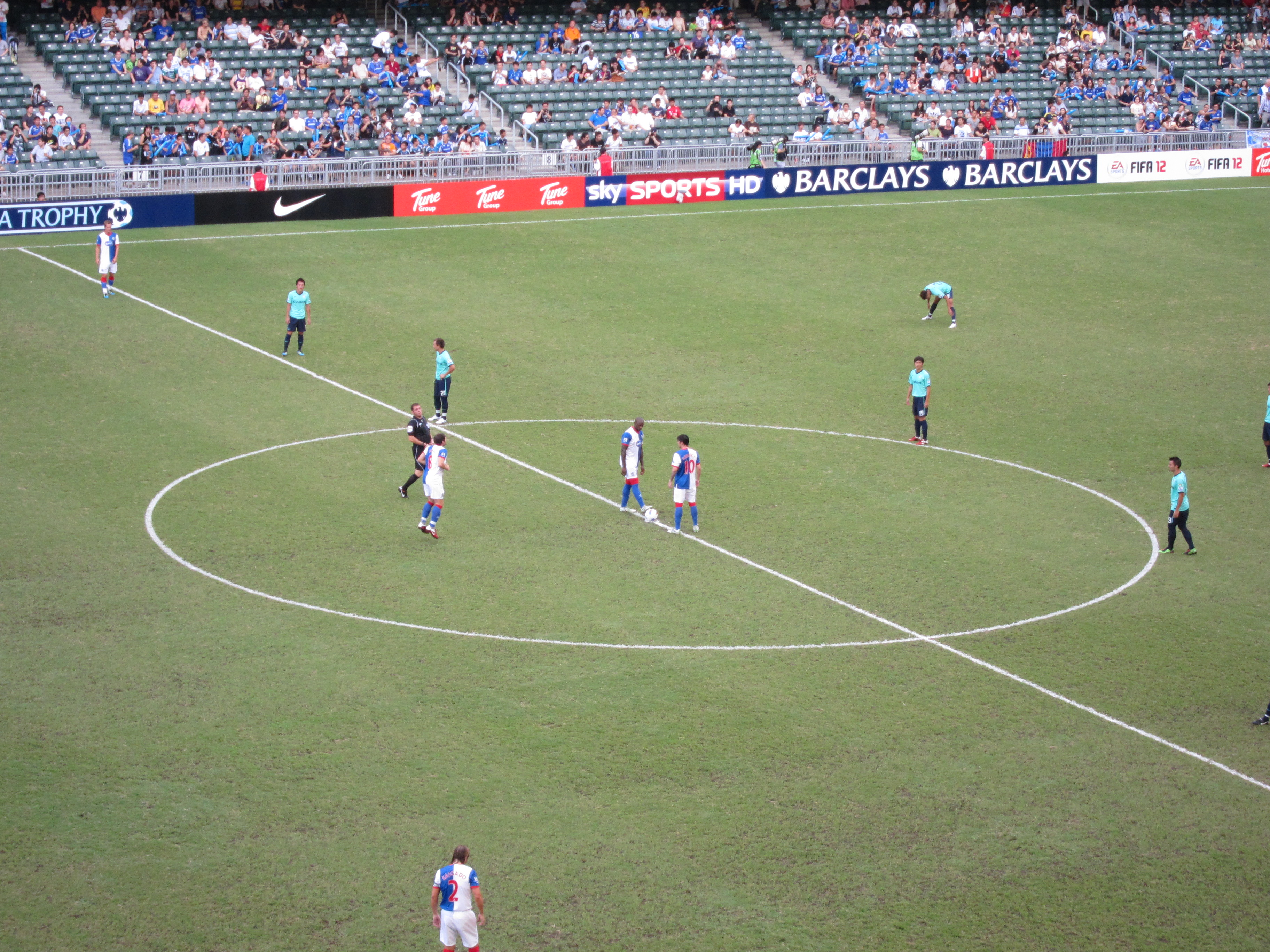
傑志對布力般流浪

2012年4月15日聯賽盃決賽，傑志以2–1擊敗天水圍飛馬，取得季內首項冠軍。
2012年5月20日，傑志以4–1擊敗標準流浪，成功衛冕聯賽冠軍。
2012年5月26日足總盃決賽，加時皆段落後天水圍飛馬1–3的情況下，盧均宜及盧比度先後建功追平，終在互射十二碼以5–3擊敗對手奪得足總盃冠軍，首次成為三冠王。
2012年7月29日，傑志於香港大球場友賽英超勁旅阿仙奴，雅高和丹尼的入球曾令球隊兩度領先，最終雙方賽和2–2，平分賽馬會慈善信託基金挑戰盃，球隊三冠王功臣盧比度於賽事中榮休，轉任助教和青訓教練。
2012–2013球季，傑志傷患情況嚴重，最終僅奪得聯賽亞軍。雖然失意於聯賽，但傑志季末狀態回升，於足總盃決賽以1–0擊敗太陽飛馬，奪得球會史上第二座足總盃冠軍。
2013年5月14日亞協盃16強，傑志作客2–0輕取馬超冠軍吉蘭丹，創會82年來，首次晉身亞洲賽八強。
2012–2013季後附加賽，傑志擊敗南區及屯門，取得2014年亞協盃資格。
2013–2014球季，傑志主教練甘巴爾辭職轉戰澳職執教阿德萊德聯。
2013年7月29日，傑志在香港大球場友賽英超球會曼聯，在39,000名觀眾見證下，林嘉緯一球「世界波」及艾力士的入球幫助球隊收窄差距，傑志最終2–5不敵曼聯。
2014年4月5日，傑志在青衣運動場2–0擊敗日之泉JC晨曦，提早四輪奪得聯賽冠軍，最終更成為第六支不敗奪冠的香港球隊。
2014年7月29日，傑志於香港大球場友賽法甲班霸巴黎聖日耳門，西班牙外援巴倫古素入球為球隊領先，完場前艾力士為傑志建功，終以2–6不敵對手。
2015年5月27日亞協盃16強，傑志作客以2–0擊敗印尼勁旅萬隆，與南華攜手晉級亞協盃8強，首次在8強出現兩支港超球隊。
2015年9月26日，傑志改由加西亞執教，巴倫古素被貶為後備。
2015年，舉行的世界盃外圍賽，部份入選港隊的傑志球員表演出色，吸引中超及中甲球會球探留意，但為應付球季餘下賽事，傑志行政總監朱志光表示要視乎內地球會付出多少轉會費，才讓旗下球員轉戰內地球圈。2016年1月，傑志中場保連奴轉會到中甲球會深圳宇恆，簽約兩年。
2016年1月30日，傑志為讓新援羅勳奴註冊上陣，取消了巴倫古素原有的港超及亞協盃外援球員註冊，巴倫古素只能在傑志操練，做法令球迷不滿。每逢傑志比賽，球迷都掛上巴倫古素的球衣及橫額聲援該亞協盃神射手。到了3月10日，雙方同意提前一年解約，巴倫古素轉投印尼球隊萬隆。

### 進軍亞冠盃 （2016年–2019年）

#### 2016–2017球季
傑志於2016年7月13日正式開操，季前公佈新加盟球員名單，當中包括前漢堡後衞港德混血兒林志堅與兩名西班牙外援。
2016年10月6日，盧均宜於傑志對南華的聯賽達成250次上陣里程碑，賽前傑志會長伍健親自向盧均宜及其家人頒發獎座。
2017年1月15日，高級組銀牌決賽，傑志於香港大球場迎戰東方龍獅，憑林志堅及林恩許的入球以2–1擊敗對手，相隔11年再次贏得香港高級組銀牌。
2017年1月25日，亞冠盃外圍賽第二圈，傑志於香港大球場迎戰越南勁旅河內FC，憑辛祖、艾力士及林嘉緯的入球，加時以3–2絕殺對手，歷史性晉級附加賽圈。
2017年1月28日及31日（即年初一、四），傑志獲香港足總批准承辦丁酉賀歲盃賽事。初賽日，傑志經互射12碼，以總比數6–5擊敗泰國球隊蒙通聯。決賽日，傑志0–1不敵奧克蘭城，無緣賀歲盃冠軍。
2017年2月7日，在亞冠盃附加賽，傑志作客蔚山現代爭奪2017年亞冠分組賽資格。上半場補時階段，傑志後防解圍時被蔚山現代中場金城焕撞入。下半場2分鐘傑志博得罰球，林嘉緯斬中，中堅金奉珍一頂入網，追平比數1–1。雙方在法定九十分鐘及加時均未分勝負，最終互射十二碼，傑志因艾力士和費蘭度射失，總比數4–5僅負對手，無缘分組賽。
2017年季中，教練朱志光將球隊使用了6年的4-3-3陣式轉為3-4-3陣式，展開了傑志「三冠王」之路。不過，傑志因不時派出外援、入籍兵、國援及僅有香港血統、未具港隊資格的球員出賽，所組成的「零本土陣容」惹來球迷爭議。
2017年4月4日，王振鵬於傑志對港會的聯賽達成250次上陣里程碑，賽前傑志會長伍健親自向王振鵬及其家人頒發獎座。
2017年5月6日，在港超煞科日，傑志於旺角大球場迎戰東方龍獅。賽前榜首東方龍獅僅以1分領先次席傑志，此仗將直接決定聯賽冠軍誰屬，亦是自2006/07球季甲組聯賽南華對傑志後，再次高掛紅旗的本地聯賽。傑志最終憑辛祖上演帽子戲法及華杜斯的入球，以4–1擊敗對手，成為2016–17賽季港超聯冠軍，兼取得2018年亞冠盃分組賽資格。
2017年5月14日，在足總盃決賽，傑志於旺角大球場以2–1擊敗南華奪得足總盃冠軍，繼2011-12及2014-15球季再度成為本地「三冠王」。
2017年5月26日，在「賽馬會傑志中心挑戰盃」，傑志於香港大球場友賽英超亞軍熱刺，最終傑志以1–4不敵對手，新加盟的盧卡斯為傑志破蛋。

#### 2017–2018球季
2017年7月，傑志除了約滿離隊的羅勳奴和沈國強外，教練團和所有主力球員均留隊，並由和富大埔簽入外援盧卡斯，安基斯及保連奴亦重新歸隊，同時佐迪和溫俊外借至友會。
2017年9月23日，傑志以2–1擊敗東方龍獅，首次奪得香港社區盃。
2017年10月3日，西班牙外援丹尼、列斯奧、外借球員佐迪取得香港特區護照，正式入籍。
2018年3月28日，傑志宣佈投資2000萬港元，於賽馬會傑志中心進行擴建工程，成立「傑志─中文大學運動醫學診所」。
2018年3月31日，林嘉緯在對夢想FC的聯賽，達成第250場為傑志上陣的里程碑。
2018年4月13日，傑志在旺角大球場以1–0擊敗香港飛馬，完成16輪賽事後以14勝2和的戰績，於聯賽榜拋離次席11分，提早兩輪衞冕港超聯冠軍。傑志奪得第九次頂級聯賽冠軍，四年內三度稱霸港超聯，亦成為港超聯時代第一支兩連冠球隊。
2018年5月13日聯賽煞科日，傑志成功以不敗姿態捧走港超冠軍，用勝仗歡送離隊的烏拉圭前鋒科蘭。
2018年5月19日，在菁英盃決賽，傑志憑費蘭度個人梅開二度，2–1力克和富大埔，贏得球會史上首個菁英盃錦標。
2018年5月26日，在足總盃決賽，傑志再次以2–1擊敗和富大埔，摘下球季最後一項錦標。

#### 2018年亞洲聯賽冠軍盃賽事
2018年1月4日，傑志宣布簽入為烏拉圭國家隊上陣多達112場的前鋒科蘭，並簽約至季尾。另外，丹尼、列斯奧及佐迪獲亞洲足協確認合資格以本地球員身份出戰亞冠盃分組賽。
2018年1月12日，傑志正式公布亞冠盃及下半季計劃，外援科蘭、華杜斯、費蘭度及亞援金奉珍將出戰亞冠盃分組賽，同時為應付下半季不同戰線，收回佐迪、李毅凱及鄭展龍3位外借球員。傑志亞冠盃E組對手包括全北現代汽車、天津權健及柏雷素爾。
2018年3月14日，傑志憑後備上陣的年青球員鄭展龍射入世界波，以1–0擊敗上屆日職殿軍柏雷素爾，取得球隊於亞冠盃分組賽首勝，賽後鄭展龍獲選為最佳球員。
2018年4月18日，傑志出戰最後一場亞冠盃分組賽，作客0–3不敵上屆韓職冠軍全北現代汽車，終以1勝5負完成分組賽。

#### 2018–2019球季
2018年7月4日，傑志宣佈曾效力華倫西亞、利物浦、祖雲達斯及巴黎聖日耳門的馬里中場球員施素高加盟球隊。7月12日，傑志宣佈簽入克羅地亞外援泰迪、本地球員鞠盈智及中村祐人。
8月18日及8月25日，在旺角大球場舉行兩場季前熱身賽，分別2–2賽和泰超球隊武里南聯，及3–2擊敗越甲球隊平陽。
2018年9月16日，超強颱風山竹襲港，賽馬會傑志中心遭城門河水淹沒，球會設施遭到破壞，原有辦公室和草地範圍均不能運作，球隊需要即時租用其他場地應付日常運作。
2018年12月31日，傑志宣佈簽入曾效力布里斯班獅吼及曼谷玻璃的馬特史密夫。
2019年2月12日，亞冠盃外圍賽第二圈，傑志作客馬超球隊霹靂，在馬特史密夫被逐下，完場前靠李毅凱追平1–1，法定90分鐘及加時再無入球，傑志在互射十二碼以5–6落敗，需轉戰亞協盃，但也只能於分組賽止步。
本地賽事方面，傑志取得社區盃、銀牌與足總盃的冠軍，聯賽則以第四名完成。

### 重新上路 （2019年–2024年）

#### 2019–2020球季
2019年7月，傑志改由波斯尼亞籍教頭施利斯高域領軍。
2019年11月10日，高級組銀牌八強，傑志10人應戰下1–5慘負理文，吃下12年以來本地賽事最大敗仗，衛冕失敗兼連續6場不勝。
2020年3月15日，足總盃八強，傑志0–2不敵東方龍獅，未能爭取四連霸。3月23日，傑志宣佈教練團作出調整，總教練施利斯高域轉任球隊顧問，總監朱志光暫代總教練職務至季尾。
2020年9月27日，菁英盃決賽，傑志3–1擊敗冠忠南區奪冠。
2020年10月11日，港超煞科日，傑志於旺角大球場迎戰愉園。傑志最終以4–0擊敗對手，並成為2019–20賽季港超聯冠軍。

#### 2020–2021球季
傑志第二次出戰亞冠盃分組賽。為了應付這項比賽，傑志於2021年1月簽下亞洲聯賽知名球星丹恩奴域。
2021年2月17日，傑志宣佈球會已經簽下兩位經驗豐富的後防球員羅拔圖和謝家強，以應付亞冠盃及本地比賽兩條戰線。3月更宣佈簽入艾力士加強攻力。5月23日，傑志在新賽制的第三循環賽事煞科日於香港大球場迎戰東方龍獅。傑志最終以2–0擊敗對手，並成為2020–21賽季港超聯冠軍。6月，傑志帶同外援丹恩奴域、基爾頓、巴爾拿及亞援朴俊炯出戰亞冠盃分組賽，對手包括廣州隊、泰港及大阪櫻花。傑志最終在小組以6戰11分排第2，因得失球差只能於分組賽止步。

#### 2021–2022球季
2021年8月2日，傑志主教練朱志光，將會短暫卸下主帥工作，全身投入其原來的「足球總監」職務，助教金東進暫代主教練一職。2021年12月，隨隊接近18年的球隊管理員，人稱「波記」的李永波被傳媒確認正式榮休。
2022年4月，傑志第三次出戰亞冠盃分組賽，對手包括日本的神戶勝利船及泰國的清萊聯。4月16日，傑志出戰首場亞冠分組賽對陣清萊聯，憑藉明加索夫在17分鐘的入球，以1-0擊敗對手，順利旗開得勝。5月1日，傑志於最後一場亞冠分組賽對陣神戶勝利船，憑藉丹恩奴域及巴爾拿在上半場補時階段及下半場補時階段各入一球，成功以2-2迫和對手。分組賽以7分及+1的得失球差獲得最後一個最佳次名的席位並創下香港足球歷史首次晉身亞冠盃16強，16强将面对泰国的BG巴吞联。

#### 2022–2023球季
2022年8月19日，傑志於亞冠16强以0-4不敵泰国的BG巴吞联，16強止步。
2023年1月22日，高級組銀牌決賽，傑志1–1，互射十二碼4–2擊敗東方龍獅奪冠。
2023年5月7日，2一2理文、第一名拿港超冠軍。
2023年5月13日，傑志於旺角大球場雨戰下，以7-1戰勝標準流浪，贏得足總盃冠軍。聯同港超聯冠軍以及高級組銀牌冠軍，於今季達成三冠王。同時決賽最佳球員，為射入3球入球的傑志中場基爾頓。

#### 2023–2024球季
2023年6月1日，傑志宣布艾力士、丹恩奴域、江展民以及沙根巴耶夫離隊。6月30日，球會再宣布曾俊軒、何振廷、戴子軒、杜馬思離隊。
2023年7月12日，傑志宣布簽入丹卓斯基、奧拿斯、祖連奴、伊卜拉伊木·庫爾班，除以上三名球員，傑志與前鋒馬斐和門將石皓心簽下首份職業合約，並宣布曾以行、賓紀文以及畢頓離隊，另外為了增加球員的出場機會，顏卓彬和張廣然外借到深水埗、趙聡悟和陳傲軒外借到冠忠南區、嚴啟倬外借到香港U23。
2023年9月29日，傑志宣佈，即日起由金東進任一隊暫代主教練，菁英青訓總監卡度素與潘文俊任助教，而朱志光則專注傑志足球學院精英培訓事宜。
2024年2月11日，傑志在高級組銀牌對東方中，明加索夫加時118分鐘入波，以2:1反勝對手，第九度奪標。

### 處處碰壁 （2024年–）

#### 2024-2025球季
2024年5月31日，傑志宣布米基爾、保羅、拉美治、伊卜拉伊木·庫爾班、查理史葛、羅素、基爾頓離隊。
2024年7月25日宣佈簽入六名新外援，包括英格蘭龍門泰利，日本籍右閘慈英，韓國籍後衛裴栽釪，菲律賓中堅巴登卡，西班牙翼鋒馬查度，巴西籍中鋒韋頓，並從深水埗及南區回收防守中場顏卓彬，中場趙聰悟，左翼陳傲軒。及在北區收購左中場林樂勤。
2024年8月7日，傑志在香港大球場出戰「中銀人壽盃」，結果以1:6不敵馬德里體育會，入場人數為15,034人。這場亦是傑志傳奇隊長黃洋的告別賽，他上陣約19分鐘後由顏卓彬入替，並把隊長臂章交到陳俊樂手上。
傑志於聯賽只能以第四名完成。

#### 2025-2026
2025年6月1日-6月30日宣佈滿约職球員名單分別是葡萄牙主教練卡度泰，葡萄牙助教蘇沙，其他球員包括泰利，巴登卡，鐘樂安，艾里奥，裵栽釪，費蘭度，利亞倫，馬查度，潘沛軒，楊焯鈞，趙聡悟，迪美路夫，韋頓。
2025年7月4日，傑志宣佈由上季執教英甲布里斯托流浪，來自西班牙的卡迪朗為新主教練。
傑志新加盟球員名單，包括門將龐焯熙 ,巴西中場肯迪、比提、日本籍神田夢實, 兩名西班牙籍外援包括阿祖安、利亞拿。

## 女子足球隊
2017年10月24日，龍門女子足球隊易名傑志女子足球隊，參與香港女子足球聯賽。
2018年3月10日，傑志女子足球隊成為聯賽冠軍。
2024年7–8月集訓，開始應付首屆亞冠女子外圍賽。

## 球會文化

### 主場球場
旺角大球場位於旺角花墟道，為現時傑志主場，可容納 6,664 名球迷。

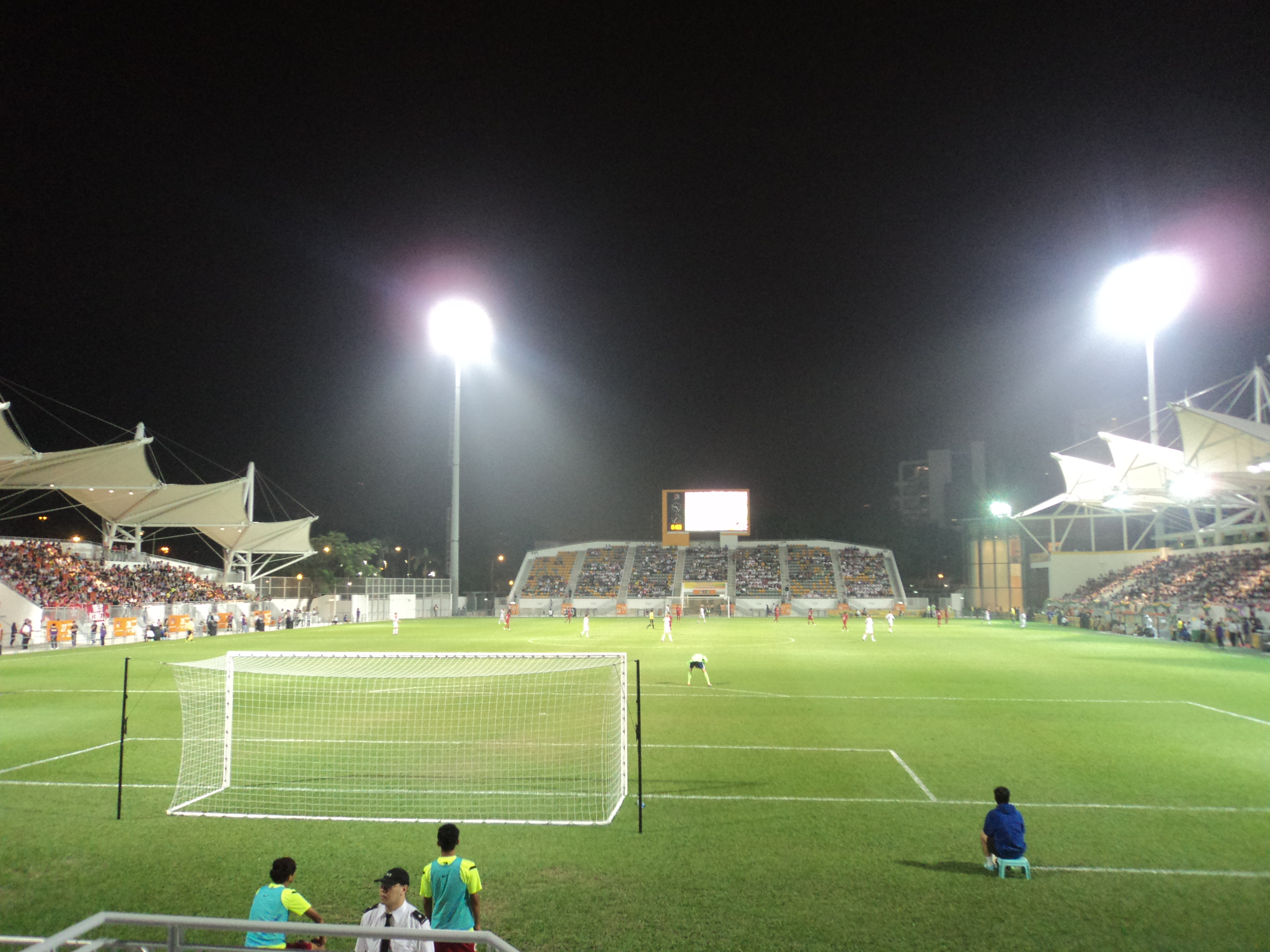
旺角大球場

傑志於港甲時代開始使用旺角大球場，及後因旺角大球場重建及港甲試驗主客制模式，傑志主場轉為將軍澳運動場。傑志於2013年重返旺角大球場舉辦其主場賽事。

### 訓練中心
傑志向沙田地政總署申請以短期租約形式，租用沙田石門安睦街一幅面積約15,050平方米的政府土地作足球訓練中心用途，名為賽馬會傑志中心，為期5年，此後每年續租。中心設有四個七人足球場（可合併成為一個十一人足球場）和附設的綜合服務大樓。
賽馬會傑志中心原定於2012年動工，預計於2013年年尾至2014年年初竣工及啟用，後來延後至2014年5月22日動工，於2015年7月竣工及啟用。賽馬會傑志中心的建築費約為港幣五千萬元，其中九成將由香港賽馬會慈善信託基金提供，餘下的一成由傑志基金有限公司提供。

### 足球學校 及 職業足球員培育
傑志足球學院為傑志的青訓系統，早期為香港巴塞足球學校，足球學校在2011年10月1日改名為傑志足球學院，並由傑志基金有限公司負責營運。傑志現時與仁濟醫院董之英紀念中學合作，為傑志足球學院畢業生提供一個學體並重的「職業足球培育計劃」。除了配合完善的中學課程之外，此計劃將提供免費國際賽事作為足球課程的一部分，當中更包括學徒計劃，選讀足球課程的學生將被分派到不同的球會或地區球隊作實習，汲取更多實戰經驗，確保學生能夠於較有競爭性的比賽環境中進步。

### 藍浪一家
藍浪一家前身為傑志球迷自行組織的「Bluewave」。2011年傑志奪得聯賽冠軍後，參考球迷意見籌辦球迷會，並保留「Bluewave」名字以營造「一家人」的感覺，於2011年10月正式成立「藍浪一家」。潘寧及張繼聰曾任啦啦隊隊長及會長。

### 吉祥物

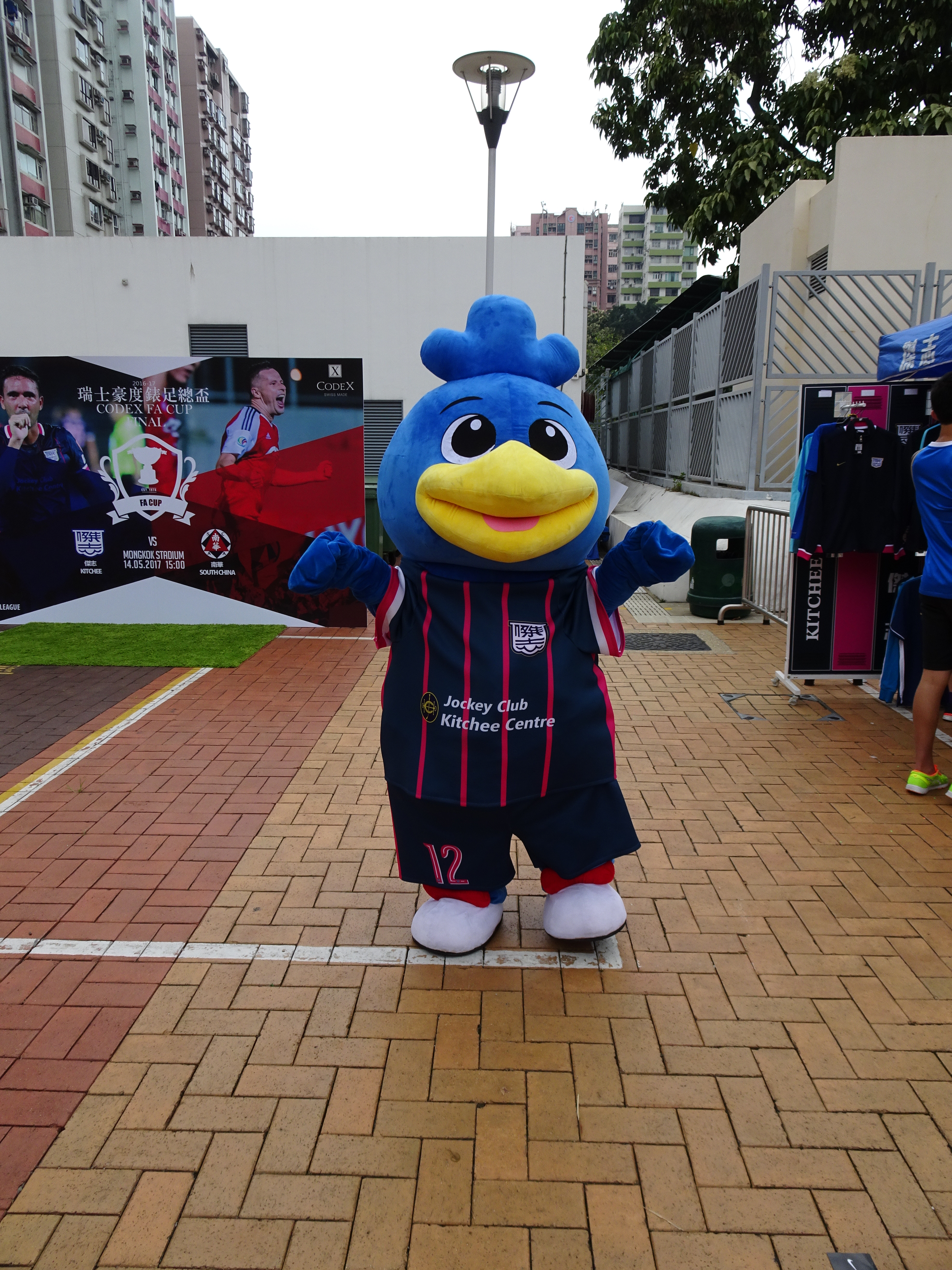
傑仔

小藍鳥「傑仔」為傑志吉祥物，顏色為傑志傳統的天藍色，代表球隊「麻雀雖小，五臟俱全」，而且意氣高昂，志比天高。
2013年4月19日，布除「傑仔」外的另一新吉祥物「魚仔」，其真身是去年颱風山竹襲港後，在傑志中心存活的一條小魚，不過「魚仔」僅為臨時名稱，吳凱威表示，稍後會有命名比賽供球迷參加。

### 會歌
傑志名會歌為《We Are Kitchee!》，由Entonie Kwong作曲，林振明、一毫子填詞，C AllStar主唱。

### 傑志情報站
傑志情報站原為無綫電視長壽足球節目球迷世界的環節，於2003年開始播放，並由時任領隊石金華擔任主持。因球迷世界節目暫停而轉為體育世界的環節，並於2005年結束。2011年，傑志自家製作節目BlueWave Channel，性質與傑志情報站相同，節目透過傑志的YouTube頻道播放，並由潘寧及張繼聰擔任主持，於11–12年球季季後完結。2015年起，傑志聯同港超聯播映商東網電視重新製作傑志情報站，節目透過東網電視的YouTube頻道、流動應用程式、Facebook Page等播放。

### 社區貢獻
2005年開始，傑志支持香港社區組織協會及和富社會企業合辦的「踢走貧窮 – 無家者世界盃」計劃，為一群曾經露宿、吸毒的人士，或問題賭徒等提供專業的足球課程，並安排他們參加國際賽事，以至參加教練課程，服務弱勢兒童，回饋社會。此外，傑志更發展至為社協九龍西區的貧窮板間房兒童南亞裔兒童，提供定期足球訓練班。由於良好的足球訓練收費不菲，故傑志已持續為弱勢社群（無家者及板間房兒童）提供長達5年免費足球訓練。
傑志更於2009年開始帶領曙光足球隊遠赴意大利參加無家者世界杯比賽。

### Kitchee Cares計劃
2015年，傑志正式啟動《Kitchee Cares》計劃，確立傑志可持續參與社區服務的方向，透過與香港基督教聯合醫院等伙伴合作，實踐及推動各種社會服務，實行「以足球改變生命」方針，回饋社會。

## 球會基本資料
| 基本資料                                   | 基本資料                                                       |
| 項 目                                      | 名 稱                                                          |
| ------------------------------------------ | -------------------------------------------------------------- |
| 主訓練場地                                 | 賽馬會傑志中心                                                 |
| 青訓系統及足球學院                         | 傑志足球學院                                                   |
| 傑志足球學院榮譽                           | 亞洲足協(AFC)菁英計劃認證二星學院 （页面存档备份，存于）       |
| 香港中文大學(中大)醫務中心@傑志            | 亞洲足協(AFC)認可全亞洲十大卓越醫療中心 （页面存档备份，存于） |
| 球員營養餐廳                               | 傑志膳房 The Kitchee Bistro （页面存档备份，存于）             |
| 傑志足球學院青訓教案合作伙伴               | DV7足球學院 (由前西班牙國腳大衞韋拿創立)                       |
| 全港首個青少年球員系統性足球及體能訓練計劃 | 傑志尖子計劃「香港2034」                                       |
| 官方球迷會                                 | 藍浪一家 （页面存档备份，存于）                                |
| 官方吉祥物                                 | 小藍鳥「傑仔」 （页面存档备份，存于）                          |
| 官方會歌                                   | We Are Kitchee 信念如一 全新MV （页面存档备份，存于）          |
| 香港超級聯賽主場球場                       | 將軍澳運動場                                                   |
| 傑志青訓系統技術顧問                       | Double Pass足球顧問公司                                        |

## 球會榮譽
| 榮譽                                                     | 次數                  | 年度 |
| 本 土 聯 賽 ( 一 隊 )                                    | 本 土 聯 賽 ( 一 隊 ) | 本 土 聯 賽 ( 一 隊 )                                                                                      |
| -------------------------------------------------------- | --------------------- | --- |
| 香港超級聯賽（頂級）冠軍 及 香港甲組足球聯賽（頂級）冠軍 | 12                    | 1947–48、1949–50、1963–64、2010–11、2011–12、2013–14、2014–15、2016–17、2017–18、2019–20、2020–21、2022–23 |
| 香港乙組足球聯賽（第二級）冠軍                           | 3                     | 1950–51、1991–92、2002–03                                                                                  |
| 香港丙組足球聯賽（第三級）冠軍                           | 1                     | 1997–98 |
| 本 土 盃 賽 ( 一 隊 主 要 錦 標 )                        |                       | |
| 香港高級組銀牌 冠軍                                      | 9                     | 1949–50、1953–54、1959–60、1963–64、2005–06、2016–17、2018–19、2022–23、2023–24                            |
| 香港足總盃 冠軍                                          | 7                     | 2011–12、2012–13、2014–15、2016–17、2017–18、2018–19、2022–23                                              |
| 香港聯賽盃 冠軍                                          | 5                     | 2005–06、2006–07、2011–12、2014–15、2015–16                                                                |
| 香港菁英盃 冠軍                                          | 2                     | 2017–18、2019–20                                                                                           |
| 季後附加賽 冠軍                                          | 2                     | 2012–13、2015–16                                                                                           |
| 香港初級組銀牌 冠軍                                      | 2                     | 1951–52、1998–99                                                                                           |
| 香港社區盃 及 香港慈善盾 冠軍                            | 3                     | 2009、2017、2018                                                                                           |
| 香港超級聯賽會盃 冠軍                                    | 1                     | 2023–24 |
| 港會國際七人足球賽 主賽冠軍                              | 1                     | 2011 |
| 本 土 聯 賽 ( 超 級 青 年 聯 賽 及 預 備 組 )            |                       | |
| 香港超級青年聯賽U18 冠軍                                 | 2                     | 2022–23 （页面存档备份，存于）、 2024–25                                                                   |
| 香港超級青年聯賽U16 冠軍                                 | 3                     | 2020–21 （页面存档备份，存于） 2022–23 （页面存档备份，存于） 2023–24 （页面存档备份，存于）               |
| 香港超級青年聯賽U14 冠軍                                 | 1                     | 2023–24 （页面存档备份，存于）                                                                             |
| 賽馬會青少年足球聯賽U13 冠軍                             | 1                     | 2022–23 （页面存档备份，存于）                                                                             |
| 香港預備組聯賽 冠軍                                      | 2                     | 1962–63、 2022–23 （页面存档备份，存于）                                                                   |
| 本 土 盃 賽 ( 其 他 錦 標 )                              |                       | |
| 香港超級聯賽U22聯賽足總盃 冠軍                           | 1                     | 2024–25 |
| 香港超級青年聯賽U18足總盃 冠軍                           | 2                     | 2022–23 （页面存档备份，存于）、 2023–24                                                                   |
| 香港超級青年聯賽U14足總盃 冠軍                           | 2                     | 2022–23 （页面存档备份，存于）、 2023–24 （页面存档备份，存于）                                            |
| 賽馬會青少年足球聯賽U13足總盃 冠軍                       | 1                     | 2022–23 （页面存档备份，存于）                                                                             |
| 香港超級青年聯賽U18聯賽盃 冠軍                           | 1                     | 2021–22 （页面存档备份，存于）                                                                             |
| 香港超級青年聯賽U16聯賽盃 冠軍                           | 1                     | 2021–22 （页面存档备份，存于）                                                                             |
| 香港超級青年聯賽U14聯賽盃 冠軍                           | 1                     | 2021–22 （页面存档备份，存于）                                                                             |
| 本 土 聯 賽 ( 五 人 足 球 )                              |                       | |
| 賽馬會五人足球 乙組聯賽(第二級) 冠軍                     | 1                     | 2024–25 |
| 賽馬會五人足球 丙組聯賽(第三級) 冠軍                     | 1                     | 2023–24 （页面存档备份，存于）                                                                             |
| 本 土 聯 賽 ( 女 子 一 隊 )                              |                       | |
| 香港女子甲組聯賽（頂級） 冠軍                            | 4                     | 2017–18、2022–23、2023–24、2024–25                                                                         |
| 本 土 盃 賽 ( 女 子 一 隊 主 要 錦 標 )                  |                       | |
| 香港女子聯賽足總盃 冠軍                                  | 3                     | 2018–19、 2022–23 （页面存档备份，存于）、 2024–25                                                         |
| 港會國際女子七人足球賽 冠軍                              | 1                     | 2025盃賽                                                                                                   |
| 香港女子聯賽甲組聯賽盃 冠軍                              | 1                     | 2021–22 （页面存档备份，存于）                                                                             |
| 本 土 聯 賽 ( 女 子 青 年 聯 賽 )                        |                       | |
| 賽馬會女子青少年足球聯賽U15 冠軍                         | 2                     | 2023–24 （页面存档备份，存于）、 2024–25                                                                   |

## 球會成就
| 年度                             | 榮譽 |
| 五 冠 王                         | 五 冠 王 |
| -------------------------------- | --- |
| 2017–2018年度                    | 香港超級聯賽冠軍、香港足總盃冠軍、香港菁英盃冠軍、香港女子甲組足球聯賽冠軍、香港社區盃冠軍                                       |
| 2022–2023年度                    | 香港超級聯賽冠軍、香港高級組銀牌冠軍、香港足總盃冠軍、香港女子甲組足球聯賽冠軍、 香港女子聯賽足總盃冠軍 （页面存档备份，存于）、 |
| 四 冠 王                         | |
| 2018–2019年度                    | 香港足總盃冠軍、香港高級組銀牌冠軍、香港女子聯賽足總盃冠軍、香港社區盃冠軍                                                       |
| 2023–2024年度                    | 香港高級組銀牌冠軍、香港超級聯賽會盃冠軍、香港女子甲組足球聯賽冠軍、 賽馬會五人足球 丙組聯賽冠軍 （页面存档备份，存于）          |
| 2024–2025年度                    | 香港女子甲組足球聯賽冠軍、港會國際女子七人足球賽盃賽冠軍、 香港女子聯賽足總盃冠軍、賽馬會五人足球 乙組聯賽冠軍                   |
| 三 冠 王                         | |
| 2011–2012年度                    | 香港甲組足球聯賽冠軍、香港聯賽盃冠軍、香港足總盃冠軍                                                                             |
| 2014–2015年度                    | 香港超級聯賽冠軍、香港聯賽盃冠軍、香港足總盃冠軍                                                                                 |
| 2016–2017年度                    | 香港超級聯賽冠軍、香港高級組銀牌冠軍、香港足總盃冠軍                                                                             |
| 雙 冠 王                         | |
| 1949–1950年度                    | 香港甲組足球聯賽冠軍、香港高級組銀牌冠軍                                                                                         |
| 1963–1964年度                    | 香港甲組足球聯賽冠軍、香港高級組銀牌冠軍                                                                                         |
| 2005–2006年度                    | 香港高級組銀牌冠軍、香港聯賽盃冠軍                                                                                               |
| 2010–2011年度                    | 香港甲組足球聯賽冠軍、2011年港會國際七人足球賽 主賽冠軍                                                                          |
| 2012–2013年度                    | 香港足總盃冠軍、季後附加賽冠軍                                                                                                   |
| 2015–2016年度                    | 香港聯賽盃冠軍、季後附加賽冠軍                                                                                                   |
| 2019–2020年度                    | 香港超級聯賽冠軍、香港菁英盃冠軍                                                                                                 |
| 亞 洲 賽 事 最 佳 成 績          | |
| 亞洲聯賽冠軍盃（頂級）東亞區八強 | 2022年 |
| 亞洲聯賽冠軍盃（頂級）分組賽     | 2018年、2021年、2022年、2023-24年                                                                                                |
| 亞洲足協盃（第二級）四強         | 2014年 |
| 亞洲足協盃（第二級）八強         | 2013年、2014年、2015年 |
| 亞洲足協盃（第二級）十六強       | 2012年、2013年、2014年、2015年、2016年                                                                                           |
| 亞洲足協盃（第二級）分組賽       | 2008年、2012年、2013年、2014年、2015年、2016年、2019年                                                                           |
| 女子亞洲聯賽冠軍盃（頂級）外圍賽 | 2024-25年 |

## 歷年賽季成績
| 賽季      | 聯賽級別 | 聯賽 隊數 | 聯賽名次                        | 聯賽成績                        | 聯賽成績                        | 聯賽成績                        | 聯賽成績                        | 平均每場聯賽 入場人數 | 高級組銀牌      | 菁英盃      | 足總盃          | 聯賽盃 及 其他盃賽                                                    | 亞洲球會賽 最佳成績                             |
| 賽季      | 聯賽級別 | 聯賽 隊數 | 聯賽名次                        | 勝                              | 和                              | 負                              | 總分                            | 平均每場聯賽 入場人數 | 高級組銀牌      | 菁英盃      | 足總盃          | 聯賽盃 及 其他盃賽                                                    | 亞洲球會賽 最佳成績                             |
| --------- | -------- | --------- | ------------------------------- | ------------------------------- | ------------------------------- | ------------------------------- | ------------------------------- | --------------------- | --------------- | ----------- | --------------- | --------------------------------------------------------------------- | ----------------------------------------------- |
| 1947–48年 | 甲組聯賽 | 15        | 冠軍                            | 22                              | 2                               | 4                               | 46                              | 無資料                | -----           | 不適用      | -----           | -----                                                                 | -----                                           |
| 1949–50年 | 甲組聯賽 | 13        | 冠軍                            | 20                              | 3                               | 1                               | 43                              | 無資料                | 冠軍            | -----       | -----           | -----                                                                 |                                                 |
| 1950–51年 | 乙組聯賽 | --        | 乙組聯賽 冠軍                   | --                              | --                              | --                              | --                              | 無資料                | -----           | -----       | -----           | -----                                                                 |                                                 |
| 1951–52年 | 乙組聯賽 | --        | --                              | --                              | --                              | --                              | --                              | 無資料                | 初級組銀牌 冠軍 | -----       | -----           | -----                                                                 |                                                 |
| 1952–53年 | 甲組聯賽 | 13        | 亞軍                            | 18                              | 3                               | 3                               | 39                              | 無資料                | -----           | -----       | -----           | -----                                                                 |                                                 |
| 1953–54年 | 甲組聯賽 | 13        | 季軍                            | 15                              | 5                               | 4                               | 35                              | 無資料                | 冠軍            | -----       | -----           | -----                                                                 |                                                 |
| 1954–55年 | 甲組聯賽 | 13        | 亞軍                            | 18                              | 2                               | 4                               | 38                              | 無資料                | -----           | -----       | -----           | -----                                                                 |                                                 |
| 1956–57年 | 甲組聯賽 | 13        | 亞軍                            | 17                              | 4                               | 3                               | 38                              | 無資料                | -----           | -----       | -----           | -----                                                                 |                                                 |
| 1959–60年 | 甲組聯賽 | 12        | 第六名                          | 12                              | 3                               | 7                               | 27                              | 無資料                | 冠軍            | -----       | -----           | -----                                                                 |                                                 |
| 1962–63年 | 甲組聯賽 | 12        | --                              | --                              | --                              | --                              | --                              | 無資料                | -----           | -----       | 預備組聯賽 冠軍 | -----                                                                 |                                                 |
| 1963–64年 | 甲組聯賽 | 12        | 冠軍                            | 17                              | 3                               | 2                               | 37                              | 無資料                | 冠軍            | -----       | -----           | -----                                                                 |                                                 |
| 1991–92年 | 乙組聯賽 | --        | 乙組聯賽 冠軍                   | --                              | --                              | --                              | --                              | 無資料                | -----           | -----       | -----           | -----                                                                 |                                                 |
| 1997–98年 | 丙組聯賽 | --        | 丙組聯賽 冠軍                   | --                              | --                              | --                              | --                              | 無資料                | -----           | -----       | -----           | -----                                                                 |                                                 |
| 1998–99年 | 乙組聯賽 | --        | --                              | --                              | --                              | --                              | --                              | 無資料                | 初級組銀牌 冠軍 | -----       | -----           | -----                                                                 |                                                 |
| 2002–03年 | 乙組聯賽 | --        | 乙組聯賽 冠軍                   | --                              | --                              | --                              | --                              | 無資料                | -----           | -----       | -----           | -----                                                                 |                                                 |
| 2003–04年 | 甲組聯賽 | 10        | 亞軍                            | 14                              | 0                               | 4                               | 42                              | 無資料                | -----           | 亞軍        | -----           | -----                                                                 |                                                 |
| 2005–06年 | 甲組聯賽 | 8         | 第四名                          | 5                               | 6                               | 3                               | 21                              | 無資料                | 冠軍            | 第一圈      | 聯賽盃冠軍      | -----                                                                 |                                                 |
| 2006–07年 | 甲組聯賽 | 10        | 亞軍                            | 13                              | 3                               | 2                               | 42                              | 無資料                | 準決賽          | 準決賽      | 聯賽盃冠軍      | -----                                                                 |                                                 |
| 2007–08年 | 甲組聯賽 | 10        | 第六名                          | 5                               | 7                               | 6                               | 22                              | 無資料                | 亞軍            | 半準決賽    | 聯賽盃亞軍      | -----                                                                 |                                                 |
| 2008–09年 | 甲組聯賽 | 13        | 亞軍                            | 17                              | 5                               | 2                               | 56                              | 無資料                | 半準決賽        | 半準決賽    | 聯賽盃 準決賽   | 亞洲足協盃 分組賽                                                     |                                                 |
| 2009–10年 | 甲組聯賽 | 10        | 季軍                            | 8                               | 7                               | 3                               | 31                              | 987人                 | 亞軍            | 賀歲盃 亞軍 | 第一圈          | 香港慈善盾 冠軍                                                       | -----                                           |
| 2010–11年 | 甲組聯賽 | 10        | 冠軍                            | 14                              | 2                               | 2                               | 44                              | 1,026人               | 半準決賽        | 不適用      | 第一圈          | 聯賽盃 準決賽                                                         | 港會國際七人足球賽主賽冠軍                      |
| 2011–12年 | 甲組聯賽 | 10        | 冠軍                            | 13                              | 3                               | 2                               | 42                              | 1,066人               | 第一圈          | 冠軍        | 聯賽盃冠軍      | 亞洲足協盃 十六強                                                     |                                                 |
| 2012–13年 | 甲組聯賽 | 10        | 亞軍                            | 9                               | 5                               | 3                               | 32                              | 1,032人               | 半準決賽        | 冠軍        | 季後附加賽 冠軍 | 亞洲足協盃 半準決賽                                                   |                                                 |
| 2013–14年 | 甲組聯賽 | 10        | 冠軍                            | 15                              | 3                               | 0                               | 48                              | 1,372人               | 第一圈          | 亞軍        | 不適用          | 亞洲足協盃 準決賽                                                     |                                                 |
| 2014–15年 | 超級聯賽 | 9         | 超級聯賽 冠軍                   | 11                              | 3                               | 2                               | 36                              | 1,497人               | 亞軍            | 社區盃 亞軍 | 冠軍            | 聯賽盃冠軍                                                            | 亞洲聯賽冠軍盃 外圍賽第二圈 亞洲足協盃 半準決賽 |
| 2015–16年 | 超級聯賽 | 9         | 超級聯賽 亞軍                   | 11                              | 4                               | 1                               | 37                              | 1,594人               | 準決賽          | 分組賽      | 半準決賽        | 聯賽盃冠軍 季後附加賽 冠軍                                            | 亞洲聯賽冠軍盃 外圍賽第二圈 亞洲足協盃 十六強   |
| 2016–17年 | 超級聯賽 | 11        | 超級聯賽 冠軍                   | 16                              | 3                               | 1                               | 51                              | 1,850人               | 冠軍            | 第一圈      | 冠軍            | 賀歲盃亞軍 社區盃亞軍                                                 | 亞洲聯賽冠軍盃 附加賽圈                         |
| 2017–18年 | 超級聯賽 | 10        | 超級聯賽 冠軍                   | 16                              | 2                               | 0                               | 50                              | 2,114人               | 準決賽          | 冠軍        | 冠軍            | 女子甲組 聯賽冠軍 社區盃冠軍                                          | 亞洲聯賽冠軍盃 分組賽                           |
| 2018–19年 | 超級聯賽 | 10        | 第四名                          | 9                               | 5                               | 4                               | 32                              | 1,764人               | 冠軍            | 分組賽      | 冠軍            | 女子聯賽 足總盃冠軍 社區盃冠軍                                        | 亞洲聯賽冠軍盃 外圍賽第二圈 亞洲足協盃 分組賽   |
| 2019–20年 | 超級聯賽 | 6         | 超級聯賽 冠軍                   | 6                               | 2                               | 2                               | 20                              | 2,196人               | 半準決賽        | 冠軍        | 半準決賽        | 不適用                                                                | 亞洲足協盃 分組賽取消                           |
| 2020–21年 | 超級聯賽 | 8         | 超級聯賽 冠軍                   | 11                              | 4                               | 2                               | 37                              | 1,653人               | 取消            | 準決賽      | 取消            | U16超級青年 聯賽冠軍 （页面存档备份，存于）                           | 亞洲聯賽冠軍盃 分組賽                           |
| 2021–22年 | 超級聯賽 | 8         | 新冠肺炎疫情腰斬 及取消所有比賽 | 新冠肺炎疫情腰斬 及取消所有比賽 | 新冠肺炎疫情腰斬 及取消所有比賽 | 新冠肺炎疫情腰斬 及取消所有比賽 | 新冠肺炎疫情腰斬 及取消所有比賽 | 2,178人 （腰斬前）    | 不適用          | 腰斬        | 腰斬            | 女子甲組 聯賽盃冠軍 （页面存档备份，存于）                            | 亞洲聯賽冠軍盃 東亞區八強                       |
| 2022–23年 | 超級聯賽 | 10        | 超級聯賽 冠軍                   | 15                              | 1                               | 2                               | 46                              | 1,707人               | 冠軍            | 分組賽      | 冠軍            | 女子甲組 聯賽冠軍 女子聯賽足總盃冠軍 （页面存档备份，存于）           | -----                                           |
| 2023–24年 | 超級聯賽 | 11        | 第四名                          | 14                              | 3                               | 3                               | 45                              | 1,147人               | 冠軍            | 亞軍        | 準決賽          | 超級聯賽會盃 冠軍 女子甲組 聯賽冠軍                                   | 亞洲聯賽冠軍盃 分組賽                           |
| 2024–25年 | 超級聯賽 | 9         | 第四名                          | 12                              | 6                               | 6                               | 42                              | -----                 | 準決賽          | 分組賽      | 半準決賽        | 女子甲組 聯賽冠軍 港會國際女子七人足球賽 盃賽冠軍 女子聯賽 足總盃冠軍 | 女子亞洲聯賽 冠軍盃外圍賽                       |
| 2025–26年 | 超級聯賽 | --        | --                              | --                              | --                              | --                              | --                              | -----                 | --              | --          | --              | --                                                                    | 女子亞洲聯賽 冠軍盃外圍賽                       |

## 人員名單（25/26球季）

### 管理層及職員名單
| 職 位 名 稱                                        | 職 員 名 字 及 國 籍    | 備 註                                       |                         |                         |                         |                         |                         |
| 管 理 層 及 行 政 職 員                            | 管 理 層 及 行 政 職 員 | 管 理 層 及 行 政 職 員                     | 管 理 層 及 行 政 職 員 | 管 理 層 及 行 政 職 員 | 管 理 層 及 行 政 職 員 | 管 理 層 及 行 政 職 員 | 管 理 層 及 行 政 職 員 |
| -------------------------------------------------- | ----------------------- | ------------------------------------------- | ----------------------- | ----------------------- | ----------------------- | ----------------------- | ----------------------- |
| 會長 及 總領隊                                     | 伍健                    |                                             |                         |                         |                         |                         |                         |
| 主席                                               | 馮泳勤                  |                                             |                         |                         |                         |                         |                         |
| 贊助人                                             | 譚偉棠                  |                                             |                         |                         |                         |                         |                         |
| 總經理                                             | 吳凱威                  |                                             |                         |                         |                         |                         |                         |
| 牌照及監管總監                                     | 伍怡欣                  |                                             |                         |                         |                         |                         |                         |
| 市場策略總監                                       | 盧淑婷                  |                                             |                         |                         |                         |                         |                         |
| 競賽經理                                           |                         |                                             |                         |                         |                         |                         |                         |
| 傳媒主任                                           | 禤家民                  |                                             |                         |                         |                         |                         |                         |
| 客戶服務經理                                       | 鄭政裕                  |                                             |                         |                         |                         |                         |                         |
| 一 隊 及 青 年 隊 及 女 子 隊 及 五 人 隊 教 練 團 |                         |                                             |                         |                         |                         |                         |                         |
| 技術總監                                           | 佐迪                    | 歐洲足協專業級牌照教練 UEFA Pro License     |                         |                         |                         |                         |                         |
| 一隊主教練                                         | 卡迪朗                  | 歐洲足協專業級牌照教練 UEFA Pro License     |                         |                         |                         |                         |                         |
| 助理教練                                           | 列斯奧                  |                                             |                         |                         |                         |                         |                         |
| 助理教練                                           | 潘文俊                  | 亞洲足協A級足球教練牌照                     |                         |                         |                         |                         |                         |
| 守門員教練                                         | 郭劍橋                  | 亞洲足協B級教練、亞洲足協守門員教練(級別一) |                         |                         |                         |                         |                         |
| 體能教練                                           | 高朗言                  |                                             |                         |                         |                         |                         |                         |
| 技術分析員                                         | 丹尼                    | 在西班牙以遙距方式工作                      |                         |                         |                         |                         |                         |
| U22青年隊教練                                      | 潘文俊                  | 亞洲足協A級足球教練牌照                     |                         |                         |                         |                         |                         |
| U18青年隊教練                                      | 潘文俊                  | 亞洲足協A級教練、香港足球總會五人足球教練   |                         |                         |                         |                         |                         |
| U16青年隊教練                                      | 高文                    | 亞洲足協C級教練                             |                         |                         |                         |                         |                         |
| U14青年隊教練                                      | 劉鑫, 列斯奧            |                                             |                         |                         |                         |                         |                         |
| 女子隊主教練                                       | 福保羅                  | 亞洲足協A級牌照                             |                         |                         |                         |                         |                         |
| 女子U18青年隊主教練                                | --                      |                                             |                         |                         |                         |                         |                         |
| 女子U15青年隊主教練                                | 張煒琪                  | 亞洲足協C級教練                             |                         |                         |                         |                         |                         |
| 女子U15青年隊主教練                                | 黃宇軒                  |                                             |                         |                         |                         |                         |                         |
| 女子U15青年隊主教練                                | 何悅寧                  |                                             |                         |                         |                         |                         |                         |
| 五人足球隊主教練                                   | --                      |                                             |                         |                         |                         |                         |                         |
| 球隊管理                                           | 雷德月                  |                                             |                         |                         |                         |                         |                         |
| 健 康 及 醫 學 人 員                               |                         |                                             |                         |                         |                         |                         |                         |
| 一隊軍醫                                           | 凌家健醫生              |                                             |                         |                         |                         |                         |                         |
| 物理治療師                                         | 魏志榮                  |                                             |                         |                         |                         |                         |                         |
| 物理治療師                                         | 吳睿勤                  |                                             |                         |                         |                         |                         |                         |
| 體育訓練員                                         | 陳慶昕                  |                                             |                         |                         |                         |                         |                         |
| 體育訓練員                                         | 潘國鏘                  |                                             |                         |                         |                         |                         |                         |
| 球隊顧問醫生                                       | 容樹恒醫生              | 香港中文大學醫學院矯型外科及創傷學系教授    |                         |                         |                         |                         |                         |
| 球會顧問營養師                                     | 林思為                  |                                             |                         |                         |                         |                         |                         |

### 球員名單（2025-2026球季）
| 球員註冊類別 | 球員註冊類別     |
| ------------ | ---------------- |
|              | 外援             |
|              | 多重國籍本地球員 |
|              | U-22青年球員     |

| 2025–2026年度一隊球員名單 | 2025–2026年度一隊球員名單 | 2025–2026年度一隊球員名單                                 | 2025–2026年度一隊球員名單 | 2025–2026年度一隊球員名單 | 2025–2026年度一隊球員名單 | 2025–2026年度一隊球員名單 | 2025–2026年度一隊球員名單 | 2025–2026年度一隊球員名單 |
| 號碼                      | 國籍                      | 球員名字                                                  | 位置                      | 出生日期                  | 加盟年份                  | 前效力球會                | 球員註冊身份              | 備註                      |
| 守 門 員                  | 守 門 員                  | 守 門 員                                                  | 守 門 員                  | 守 門 員                  | 守 門 員                  | 守 門 員                  | 守 門 員                  | 守 門 員                  |
| ------------------------- | ------------------------- | --------------------------------------------------------- | ------------------------- | ------------------------- | ------------------------- | ------------------------- | ------------------------- | ------------------------- |
| 1                         | 香港                      | 王振鵬（Wang Zhenpeng）                                   | 守門員                    | 1984年5月5日              | 2005年                    | 大連實德                  |                           |                           |
| 13                        | 中国                      | 艾尼卡爾·買合木提 （Ainikaer Maihemuti, "Enikar Mehmud"） | 守門員                    | 2002年1月3日              | 2023年                    | 新疆天山雪豹              | 外援                      |                           |
| 17                        | 香港                      | 龐焯熙（Pong Cheuk Hei）                                  | 守門員                    | 2004年1月31日             | 2025年                    | 北區                      | U-22青年球員              | 新加盟                    |
| 23                        | 香港                      | 石皓心（Tuscany Shek "Ho-Sum"）                           | 守門員                    | 2007年12月25日            | 2013年                    | 青年軍                    | U-22青年球員              |                           |
| 後 衛                     |                           |                                                           |                           |                           |                           |                           |                           |                           |
| 2                         | 香港                      | 羅梓駿（Law Tsz Chun）                                    | 右閘/右翼                 | 1997年3月2日              | 2008年                    | 青年軍                    |                           | 隊長                      |
| 3                         | 西班牙                    | 利亞拿（Roger Riera Canadell）                            | 中堅                      | 1995年2月17日             | 2025年                    | 桑盧克尼奧                | 外援                      | 新加盟                    |
| 4                         | 巴西                      | 鄧達思（Matheus de Jesus Dantas）                         | 中堅                      | 1998年9月5日              | 2024年                    | 自由身                    | 外援                      |                           |
| 6                         | 香港                      | 慈英（Jay Maeda Haddow）                                  | 右閘/中堅                 | 2004年4月2日              | 2024年                    | 布力般流浪                |                           |                           |
| 22                        | 英格兰                    | 比提（Callum Thomas Beattie）                             | 左閘                      | 2001年8月28日             | 2025年                    | 港會                      | 外援                      | 新加盟                    |
| 27                        | 香港                      | 林樂勤（Lam Jordan Lok Kan）                              | 左閘/左翼                 | 1999年2月2日              | 2024年                    | 均業北區                  |                           |                           |
| 34                        | 香港                      | 甘智健（Kam Chi Kin Jason）                               | 中堅                      | 2004年3月6日              | 2022年                    | 青年軍                    | U-22青年球員              |                           |
| 41                        | 香港                      | 林柏燃（Lam Pak Yin）                                     | 右閘                      | 2008年10月4日             | 2014年                    | 青年軍                    | U-22青年球員              |                           |
| 47                        | 香港                      | 余靖瑋（Yu Ching Wai）                                    | 中堅                      | 2007年9月25日             | 2023年                    | 青年軍                    | U-22青年球員              |                           |
| 中 場                     |                           |                                                           |                           |                           |                           |                           |                           |                           |
| 8                         | 香港                      | 鄭展龍 （Cheng Chin Lung）                                | 進攻中場                  | 1998年1月7日              | 2008年                    | 青年軍                    |                           |                           |
| 10                        | 巴西                      | 肯迪（Kendy Renato Ikegmi Leira）                         | 進攻中場                  | 1999年1月6日              | 2025年                    | 北區                      | 外援                      | 新加盟                    |
| 11                        | 日本                      | 神田夢實（Yumemi Kanda）                                  | 進攻中場                  | 1994年9月14日             | 2025年                    | 比沙多貝多                | 外援                      | 新加盟                    |
| 16                        | 香港                      | 陳俊樂（Tan Chun Lok, "Mark"）                            | 防守中場                  | 1996年1月15日             | 2023年                    | 廣州城                    |                           | 副隊長                    |
| 21                        | 香港                      | 畢頓（Sebastian Robert "Seb" Buddle）                     | 翼鋒                      | 1999年7月27日             | 2024年                    | 自由身                    |                           |                           |
| 32                        | 香港                      | 袁振謙（Yuen Chun Him, "Jason"）                          | 正中場                    | 2006年1月7日              | 2022年                    | 青年軍                    | U-22青年球員              | 外借回歸                  |
| 37                        | 香港                      | 陳丞臻（Chan Shing Chun）                                 | 正中場                    | 2007年2月5日              | 2024年                    | 青年軍                    | U-22青年球員              |                           |
| 40                        | 香港                      | 李兆軒（Li Siu Hin）                                      | 正中場                    | 2008年1月4日              | 2015年                    | 青年軍                    | U-22青年球員              |                           |
| 前 鋒                     |                           |                                                           |                           |                           |                           |                           |                           |                           |
| 7                         | 土库曼斯坦                | 明加索夫（Ruslan Mingazov）                               | 翼鋒                      | 1991年11月23日            | 2022年                    | 卡斯比                    | 外援                      |                           |
| 9                         | 西班牙                    | 阿祖安（Adrián Revilla Valcárcel）                        | 中鋒                      | 1997年9月30日             | 2025年                    | 巴拉卡爾多                | 外援                      | 新加盟                    |
| 18                        | 香港                      | 陳傲軒（Chan Ngo Hin）                                    | 翼鋒                      | 2003年2月27日             | 2018年                    | 青年軍                    |                           |                           |
| 29                        | 大韩民国                  | 金信煜（Kim Shin-wook, "Wookie"）                         | 中鋒                      | 1988年4月14日             | 2023年                    | 獅城水手                  | 外援                      |                           |
| 30                        | 香港                      | 祖連奴（Walter Soares Belitardo Júnior）                  | 前鋒/攻中                 | 1990年12月11日            | 2023年                    | 標準流浪                  |                           |                           |
| 31                        | 香港                      | 馬斐（Matthew Luke Slattery）                             | 中鋒                      | 2005年4月5日              | 2012年                    | 青年軍                    | U-22青年球員              |                           |
| 42                        | 香港                      | 張堯軒（Cheung Yiu Hin）                                  | 翼鋒                      | 2008年6月18日             | 2021年                    | 青年軍                    | U-22青年球員              |                           |

### U22/預備組球員（2025-2026球季）
| 2025–2026年度U22/預備組球員名單 | 2025–2026年度U22/預備組球員名單 | 2025–2026年度U22/預備組球員名單 | 2025–2026年度U22/預備組球員名單 | 2025–2026年度U22/預備組球員名單 | 2025–2026年度U22/預備組球員名單 | 2025–2026年度U22/預備組球員名單 | 2025–2026年度U22/預備組球員名單 | 2025–2026年度U22/預備組球員名單 |
| 號碼                            | 國籍                            | 球員名字                        | 位置                            | 出生日期                        | 加盟年份                        | 前效力球會                      | 球員註冊身份                    |                                 |
| ------------------------------- | ------------------------------- | ------------------------------- | ------------------------------- | ------------------------------- | ------------------------------- | ------------------------------- | ------------------------------- | ------------------------------- |
| 50                              | 香港                            | 彭慶瞵（Pang Hin Lun）          | 中場                            | 2009年5月25日                   | 2015年                          | 青年軍                          | U-22青年球員                    |                                 |
| 60                              | 香港                            | 姚子亮（Yiu Tsz Leong）         | 前鋒                            | 2008年9月26日                   | 2024年                          | 青年軍                          | U-22青年球員                    |                                 |

### 外借球員名單（2025-2026球季）
| 2025–2026年度外借球員名單 | 2025–2026年度外借球員名單 | 2025–2026年度外借球員名單 | 2025–2026年度外借球員名單 | 2025–2026年度外借球員名單 | 2025–2026年度外借球員名單 |
| 號碼                      | 國籍                      | 球員名字                  | 位置                      | 出生日期                  | 外借球會                  |
| ------------------------- | ------------------------- | ------------------------- | ------------------------- | ------------------------- | ------------------------- |

### 離隊管理層及職員名單（2025-2026年賽季）
| 2025-2026年球季離隊一隊球員及職員名單 | 2025-2026年球季離隊一隊球員及職員名單       | 2025-2026年球季離隊一隊球員及職員名單 | 2025-2026年球季離隊一隊球員及職員名單 | 2025-2026年球季離隊一隊球員及職員名單 |
| 國籍                                  | 球員名字                                    | 位置                                  | 出生日期                              | 加盟球會                              |
| 夏季轉會窗                            | 夏季轉會窗                                  | 夏季轉會窗                            | 夏季轉會窗                            | 夏季轉會窗                            |
| ------------------------------------- | ------------------------------------------- | ------------------------------------- | ------------------------------------- | ------------------------------------- |
| 葡萄牙                                | 卡度素（Edgar Cardoso）                     | 一隊主教練                            | 1983年3月16日                         |                                       |
| 葡萄牙                                | 蘇沙（Stefano Sousa）                       | 一隊助教                              | 1992年10月1日                         |                                       |
| 乌兹别克斯坦                          | 迪美路夫（Sherzod Temirov）                 | 中鋒                                  | 1998年10月27日                        | 阿比爾                                |
| 葡萄牙                                | 馬查度（Luís Miguel Vieira Babo Machado）   | 翼鋒                                  | 1992年11月4日                         | 阿赫納                                |
| 西班牙                                | 利亞倫（Aarón Rey Sánchez）                 | 進攻中場                              | 1998年5月19日                         | 比利素拿                              |
| 英格兰                                | 泰利（Fynn Michael Cordell Talley）         | 守門員                                | 2002年9月14日                         |                                       |
| 大韩民国                              | 裵栽釪（Bae Jae-woo）                       | 右閘/左閘                             | 1993年5月17日                         |                                       |
| 巴西                                  | 韋頓（Welthon Fiel Sampaio）                | 中鋒                                  | 1992年6月21日                         |                                       |
| 菲律宾                                | 巴登卡（Diego Bardanca Flórez）             | 中堅                                  | 1993年3月20日                         | 北碧府電力                            |
| 香港                                  | 朱志光（Chu Chi Kwong）                     | 女子足球隊主教練                      | 1960年8月29日                         | 東區 技術總監                         |
| 香港                                  | 艾里奧（Hélio José de Souza, Gonçalves）    | 中堅                                  | 1986年1月31日                         | 東區                                  |
| 香港                                  | 楊焯鈞（Yeung Cheuk Kwan, "Tom"）           | 進攻中場                              | 2006年12月1日                         | 東區                                  |
| 香港                                  | 趙聡悟（Sohgo Ichikawa）                    | 中場                                  | 2004年7月30日                         | 冠忠南區                              |
| 香港                                  | 鐘樂安（Leon Jones, "Lok-On"）              | 中堅                                  | 1998年2月28日                         | 马来西亚                              |
| 香港                                  | 費蘭度（Fernando Augusto Azevedo Pedreira） | 左翼/左閘                             | 1986年11月14日                        | 大埔                                  |
| 香港                                  | 顏卓彬（Ngan Cheuk Pan, "Ban-Jai"）         | 防守中場                              | 1998年1月22日                         | 大埔                                  |
| 香港                                  | 潘沛軒（Poon Pui Hin, "Max"）               | 翼鋒                                  | 2000年10月3日                         | 理文                                  |
| 非轉會窗時期(冬季轉會窗前)            |                                             |                                       |                                       |                                       |
| 冬季轉會窗                            |                                             |                                       |                                       |                                       |
| 非轉會窗時期(冬季轉會窗後)            |                                             |                                       |                                       |                                       |

## 歷任職球員名單
| 名字及國籍                             | 任職年度                         |                              |                              |                              |
| 傑志體育會歷任班主及會長名單           | 傑志體育會歷任班主及會長名單     | 傑志體育會歷任班主及會長名單 | 傑志體育會歷任班主及會長名單 | 傑志體育會歷任班主及會長名單 |
| -------------------------------------- | -------------------------------- | ---------------------------- | ---------------------------- | ---------------------------- |
| 伍健                                   | 2016年 – 現在                    |                              |                              |                              |
| 譚偉豪                                 | 2013年 – 2016年                  |                              |                              |                              |
| 張江輝                                 | 1999年 – 2004年                  |                              |                              |                              |
| 吳志強                                 | 1992年 - 1993年                  |                              |                              |                              |
| 傑志體育會歷任副班主名單               |                                  |                              |                              |                              |
| 馮詠勤                                 | 1999年 – 現在                    |                              |                              |                              |
| 傑志體育會歷任總領隊名單               |                                  |                              |                              |                              |
| 伍健                                   | 2003年 – 現在                    |                              |                              |                              |
| 馬天超                                 | 1999年 – 2003年                  |                              |                              |                              |
| 傑志體育會歷任總經理名單               |                                  |                              |                              |                              |
| 吳凱威                                 | 2013年 – 現在                    |                              |                              |                              |
| 傑志體育會歷任球會總監名單             |                                  |                              |                              |                              |
| 朱志光                                 | 2009年 – 2025年                  |                              |                              |                              |
| 傑志體育會歷任技術總監名單             |                                  |                              |                              |                              |
| 保羅科士打                             | 2014年 – 2016年                  |                              |                              |                              |
| 傑志體育會歷任主教練名單               |                                  |                              |                              |                              |
| 卡迪朗                                 | 2025年 –                         |                              |                              |                              |
| 卡度素                                 | 2024年 – 2025年                  |                              |                              |                              |
| 金東進                                 | 2023年 – 2024年                  |                              |                              |                              |
| 朱志光                                 | 2022年 – 2023年                  |                              |                              |                              |
| 金東進                                 | 2021年 – 2022年                  |                              |                              |                              |
| 朱志光                                 | 2020年 – 2021年                  |                              |                              |                              |
| 施利斯高域                             | 2019年 – 2020年                  |                              |                              |                              |
| 朱志光                                 | 2016年 – 2019年                  |                              |                              |                              |
| 加西亞                                 | 2015年 – 2016年                  |                              |                              |                              |
| 摩連拿                                 | 2014年 – 2015年                  |                              |                              |                              |
| 朱志光 及 鄭兆聰 (代理)                | 2013年 – 2014年                  |                              |                              |                              |
| 高美斯                                 | 2013年                           |                              |                              |                              |
| 甘巴爾                                 | 2009年 – 2013年                  |                              |                              |                              |
| 鄭兆聰 (代理)                          | 2009年                           |                              |                              |                              |
| 摩蘭奴                                 | 2008年 – 2009年                  |                              |                              |                              |
| 朱志光 (代理)                          | 2008年                           |                              |                              |                              |
| 狄恩                                   | 2005年 – 2007年                  |                              |                              |                              |
| 林慶麟                                 | 2003年 – 2005年                  |                              |                              |                              |
| 陳鴻平                                 | 2002年 – 2003年                  |                              |                              |                              |
| 盧紹昌                                 | 1994年 – 1995年                  |                              |                              |                              |
| 張子岱                                 | 1994年                           |                              |                              |                              |
| 馬興強                                 | 1992年 – 1993年                  |                              |                              |                              |
| 傑志體育會歷任副教練名單               |                                  |                              |                              |                              |
| 列斯奧                                 | 2024年 –                         |                              |                              |                              |
| 蘇沙                                   | 2024年 – 2025年                  |                              |                              |                              |
| 卡度素                                 | 2023年 – 2024年                  |                              |                              |                              |
| 潘文俊                                 | 2023年 – 2024年                  |                              |                              |                              |
| 盧斯爾                                 | 2021年                           |                              |                              |                              |
| 梁志榮                                 | 2020年 – 2023年                  |                              |                              |                              |
| 金東進                                 | 2018年 – 2021年,2022年 – 2023年  |                              |                              |                              |
| 盧比度 (進攻)                          | 2012年 – 2020年                  |                              |                              |                              |
| 高尼路 (防守)                          | 2015年 – 2019年                  |                              |                              |                              |
| 鄭兆聰                                 | 2006年 – 2015年                  |                              |                              |                              |
| 朱志光                                 | 2006年 – 2007年                  |                              |                              |                              |
| 施維山                                 | 1992年 – 1993年                  |                              |                              |                              |
| 傑志體育會歷任體能教練名單             |                                  |                              |                              |                              |
| 黃思瀚                                 | 2024年 –                         |                              |                              |                              |
| 尹東憲                                 | 2019年 – 2024年                  |                              |                              |                              |
| 裴鋕垣                                 | 2019年 – 2021年                  |                              |                              |                              |
| 卡薩路華                               | 2016年 – 2019年                  |                              |                              |                              |
| 費蘭度艾方素                           | 2015年 – 2016年                  |                              |                              |                              |
| 馬丁                                   | 2015年 – 2016年                  |                              |                              |                              |
| 傑志體育會歷任守門員教練名單           |                                  |                              |                              |                              |
| 郭劍橋                                 | 2023年 –                         |                              |                              |                              |
| 羅拔圖                                 | 2015年 – 2023年                  |                              |                              |                              |
| 傑志體育會歷任青訓總監名單             |                                  |                              |                              |                              |
| 朱志光                                 | 2023年 – 2025年                  |                              |                              |                              |
| 梁志榮                                 | 2019年 – 2023年                  |                              |                              |                              |
| 柏度加西亞                             | 2016年 – 2018年                  |                              |                              |                              |
| 安高拿                                 | 2014年 – 2016年                  |                              |                              |                              |
| 傑志足球學院歷任技術總監名單           |                                  |                              |                              |                              |
| 盧比度                                 | 2015年 – 2020年                  |                              |                              |                              |
| 賽馬會傑志足球中心歷任高級學院教練名單 |                                  |                              |                              |                              |
| 高尼路                                 | 2016年 – 2019年                  |                              |                              |                              |
| 傑志體育會歷任球隊隊長名單             |                                  |                              |                              |                              |
| 艾里奧                                 | 2024年 – 2025年                  |                              |                              |                              |
| 黃洋                                   | 2018年 – 2024年                  |                              |                              |                              |
| 盧均宜                                 | 2009年 – 2011年, 2014年 – 2018年 |                              |                              |                              |
| 朱兆基                                 | 2012年 – 2014年                  |                              |                              |                              |
| 盧比度                                 | 2012年                           |                              |                              |                              |
| 羅沙度                                 | 2011年 – 2012年                  |                              |                              |                              |
| 戴亞斯                                 | 2009年                           |                              |                              |                              |
| 李恆滙                                 | 2008年 – 2009年                  |                              |                              |                              |
| 梁志榮                                 | 2008年 – 2009年                  |                              |                              |                              |
| 森姆迪奧                               | 2008年                           |                              |                              |                              |
| 陳肇麒                                 | 2007年 – 2008年                  |                              |                              |                              |
| 耶域治                                 | 2007年 – 2008年                  |                              |                              |                              |
| 基夫                                   | 2005年 – 2007年                  |                              |                              |                              |
| 馮嘉奇                                 | 2003年 – 2005年                  |                              |                              |                              |

## 曾效力球員

### 本地球員
| 姚卓然 | 陳朝基   | 陳輝洪   | 陳浩然 | 陳炎新   | 張子岱 | 張子慧 | 梁偉雄 |
| 朱永強 | 何應芬   | 高保強   | 林慶麟 | 林錦棠   | 袁權韜 | 羅國泰 | 陳志光 |
| 伍振良 | 吳祺祥   | 司徒堯   | 譚榕根 | 杜永權   | 黃兆和 | 沈國強 | 林尚義 |
| 李恆滙 | 羅志鋒   | 羅志焜   | 陸冠邦 | 鄧鴻昌   | 譚兆偉 | 陸建鳴 | 譚偉國 |
| 楊熙智 | 葉志豪   | 郭裕洪   | 高志超 | 何志榮   | 張子鍵 | 丘建威 | 彭林林 |
| 馮嘉奇 | 陳耀麟   | 鄭禮騫   | 鄭少偉 | 鍾皓賢   | 蘇來強 | 唐曉峰 | 鄭璟昊 |
| 曾至孝 | 曾錦濤   | 陳文輝   | 梁志榮 | 司徒文俊 | 陳嘉豪 | 張健峰 | 于楊   |
| 張健峰 | 朱兆基   | 杜瀚滔   | 陳肇麒 | 林嘉緯   | 盧均宜 | 顏樂楓 | 李毅凱 |
| 陳肇鈞 | 安永佳   | 唐建文   | 戴子軒 | 曾俊軒   | 何振廷 | 容昊   | 曾以行 |
| 周緣德 | 陳晉一   | 張廣然   | 趙聡悟 | 鐘樂安   | 潘沛軒 | 楊焯鈞 | 顏卓彬 |
| 辛祖   | 福保羅   | 費蘭度   | 梁家希 | 蘇沙     | 杜馬思 | 保羅   | 羅拔圖 |
| 艾里奧 | 林俊生   | 劉全昆   | 高文   | 蕭國基   | 巢鵬飛 | 梁子成 | 徐德帥 |
| 郭劍橋 | 黃洋     | 鞠盈智   | 李健   | 馮繼志   | 鄭兆聰 |        |        |
| 艾力士 | 安基斯   | 羅倫士   | 亞古沙 | 賓曹     | 基奧   | 江展民 | 高梵   |
| 霍斌仁 | 林志堅   | 溫俊     | 佐迪   | 列斯奧   | 丹尼   | 杜國樑 | 賓紀文 |
| 譚拔士 | 麥基     | 夏志明   | 史譚   | 謝家強   | 羅素   | 白星馳 | 威廉臣 |
| 巴拉克 | 播磨浩謙 | 中村祐人 | 林恩許 | 史雲斯頓 | 碧加斯 | 林柱機 | 林家亮 |

### 外援球員
| 科蘭     | 戴亞斯            | 高柏拿     | 靴南迪斯 | 森姆迪奧   | 沙普華達 | 卡西拿斯 |          |
| 李偉山   | 阿拉烏蘇          | 羅拔       | 盧卡斯   | 艾華度     | 安達臣   | 盧斯奧   | 安尼頓   |
| 基爾頓   | 米基爾            | 伊高沙托尼 | 韋頓     |            |          |          |          |
| 張敬珍   | 金泰敏            | 金東進     | 金奉珍   | 徐相民     | 朴俊炯   | 裵栽釪   |          |
| 伊藤壇   | 佩迪里            | 巴登卡     | 列文     | 沙根巴耶夫 | 迪美路夫 |          |          |
| 潘吉東   | 伊卜拉伊木·庫爾班 | 宋濤       | 李堯     |            |          |          |          |
| 科士打   | 米高              | 馬特史密夫 | 史必     |            |          |          |          |
| 文嘉     | 艾度              | 翟冠達     | 盧沛迪   | 拿美       | 施素高   | 基夫     | 奧拿斯   |
| 恩查     | 華杜斯            | 白賀斯     | 巴咸     | 查理史葛   | 泰利     | 梅斯達菲 |          |
| 哥倫     | 丹卓斯基          | 文尼亞斯   | 拉美治   | 馬查度     |          |          |          |
| 耶域治   | 韋達高            | 狄恩       | 高美斯   | 祖雲奴域   | 蘭高域   | 丹恩奴域 | 泰迪     |
| 巴倫古素 | 魯爾·托利斯       | 迪亞斯     | 拿素爾   | 卡里爾     | 干拿高   | 雅高     | 施拉迪斯 |
| 羅沙度   | 馬高斯            | 羅勳奴     | 路比阿度 | 卡斯干     | 奧利     | 皮利斯   | 盧比度   |
| 禾志利   | 保殊              | 阿蘭沙保   | 洛迪古斯 | 巴爾拿     | 加維蘭   | 利亞倫   |          |

## 外部連結
- 傑志足球隊官方網站（页面存档备份，存于）
- 傑志足球隊官方的Facebook專頁
- 傑志足球隊官方的Instagram帳戶
- 傑志體育會的X（前Twitter）
- YouTube上的傑志足球隊官方頻道
- 傑志足球隊官方的新浪微博
- 傑志足球學院官方網站 (中/英)（页面存档备份，存于）
- 賽馬會傑志中心官方 Facebook 專頁（页面存档备份，存于）
- 中國香港足球總會網頁球會資料 （页面存档备份，存于）